# Ongalereng
Ongalereng is een bestuurslaag in het regentschap Flores Timur van de provincie Oost-Nusa Tenggara, Indonesië. Ongalereng telt 976 inwoners (volkstelling 2010).